# Naso Tjër Di
Naso Tjër Di je název indiánské komarky na západě Panamy. Byla ustanovena v prosinci 2020 vydáním příslušného zákona. Její rozloha je 1606 km² a žije zde přibližně 6000 osob, převážně z etnika Naso. Většina území komarky je pokrytá tropickým lesem, chráněným v rámci národního parku La Amistad a chráněného lesa Palo Seco.